# Gaio Sulpicio Petico
Gaio Sulpicio Petico (in latino Caius Sulpicius Peticus; fl. IV secolo a.C.) è stato un politico e militare romano.

## Biografia
Di origine patrizia, fu censore nel 366 a.C., anno in cui fu eletto il primo console plebeo, Lucio Sestio Laterano.
Fu eletto console per la prima volta nel 364 a.C. ed ebbe come collega Gaio Licinio Calvo Stolone, uno dei due tribuni della plebe, promotori delle Leges Liciniae Sextiae, o leggi licinie sestie. Durante l'anno a Roma continuò ad imperversare la peste, che l'anno prima aveva colto anche Marco Furio Camillo, e per scongiurarla furono istituiti i ludi scenici per la prima volta.
Nel 362 a.C. fu legatus del console plebeo Lucio Genucio Aventinense e, in seguito alla morte del console, comandò l'esercito che respinse un attacco degli Ernici al campo romano. L'anno successivo (361 a.C.) fu console per la seconda volta con il suo precedente collega Licinio. Entrambi i consoli marciarono con l'esercito contro gli Ernici e conquistarono la città di Ferentinum; al suo ritorno a Roma il solo Petico ricevette l'onore del trionfo.
Nel 358 a.C. fu nominato dittatore per fronteggiare l'invasione dei Galli, che avevano invaso il territorio fino a Pedum. Petico fortificò il campo dell'esercito, ma in conseguenza del malumore dei propri soldati, impazienti di combattere e di concludere velocemente il conflitto, marciò contro il nemico e lo sconfisse, non senza difficoltà. Per tutto ciò ottenne l'onore di un secondo trionfo e portò in Campidoglio una notevole quantità di oggetti d'oro, frutto del bottino della battaglia.
(Tito Livio, Ab Urbe condita, VII, 15)
Nel 355 a.C. fu eletto console per la terza volta ed ebbe come collega il patrizio Marco Valerio Publicola, entrambi patrizi, in violazione delle leggi licinie-sestie. Nonostante le proteste dei plebei e dei tribuni della plebe, i due consoli riuscirono a far sì che anche per l'anno successivo la carica fosse appannaggio di due patrizi.
(Tito Livio, Ab Urbe condita, VII, 18.)
Nel 353 a.C. fu eletto console per la quarta volta ed ebbe come collega il patrizio Marco Valerio Publicola, al secondo consolato. A Sulpicio fu affidata la campagna contro Tarquinia ed a Publicola quella contro i Volsci, che minacciavano gli alleati Latini. Quando però sembrò che Cere fosse entrata in guerra, alleandosi a Tarquinia, fu nominato dittatore Tito Manlio Imperioso Torquato.
Nel 351 a.C. fu eletto console per la quinta volta ed ebbe come collega Tito Quinzio Peno Capitolino Crispino, al secondo consolato. A Sulpicio fu affidata la campagna contro Tarquinia ed a Tito Quinzio quella contro i Falisci. In entrambi i casi, i romani riuscirono a che i nemici chiedessero la pace, senza che si arrivasse ad uno sconto in campo aperto, ma devastandone le campagne.